# Silke Holkenborg
Silke Holkenborg (31 agosto 2001) è una nuotatrice olandese, specializzata nello stile libero.

## Biografia
È stata convocata agli europei di Budapest 2020 e Roma 2022, vincendo la medaglia d'oro nella staffetta 4x200 m stile libero a quest'ultima edizione, assieme alle connazionali Imani de Jong, Janna van Kooten, Marrit Steenbergen e Lotte Hosper.

## Palmarès
- Europei

Roma 2022: oro nella staffetta 4x200 m sl;